# Avenue d'Eylau (Paris)
Pour l’article homonyme, voir Eylau.
L'avenue d'Eylau est une voie du 16e arrondissement de Paris, en France.

## Situation et accès
L'avenue d'Eylau est une voie publique située dans le 16e arrondissement de Paris. Elle débute place du Trocadéro-et-du-11-Novembre et se termine place de Mexico. L'impasse des Prêtres donne sur l'avenue.
Entre 2017 et 2020, un bâtiment provisoire de Gaz Réseau Distribution France (GRDF) est construit sur la chaussée de l'avenue pour permettre le relogement des activités de l'entreprise, le temps que des travaux soient réalisés dans les locaux de l'entreprise (aux nos 16-20), avec notamment la création d'un hôtel. La rue est rendue à sens unique sur cette période. Une emprise est également installée devant le 16, réduisant la rue à une seule voie à ce niveau.

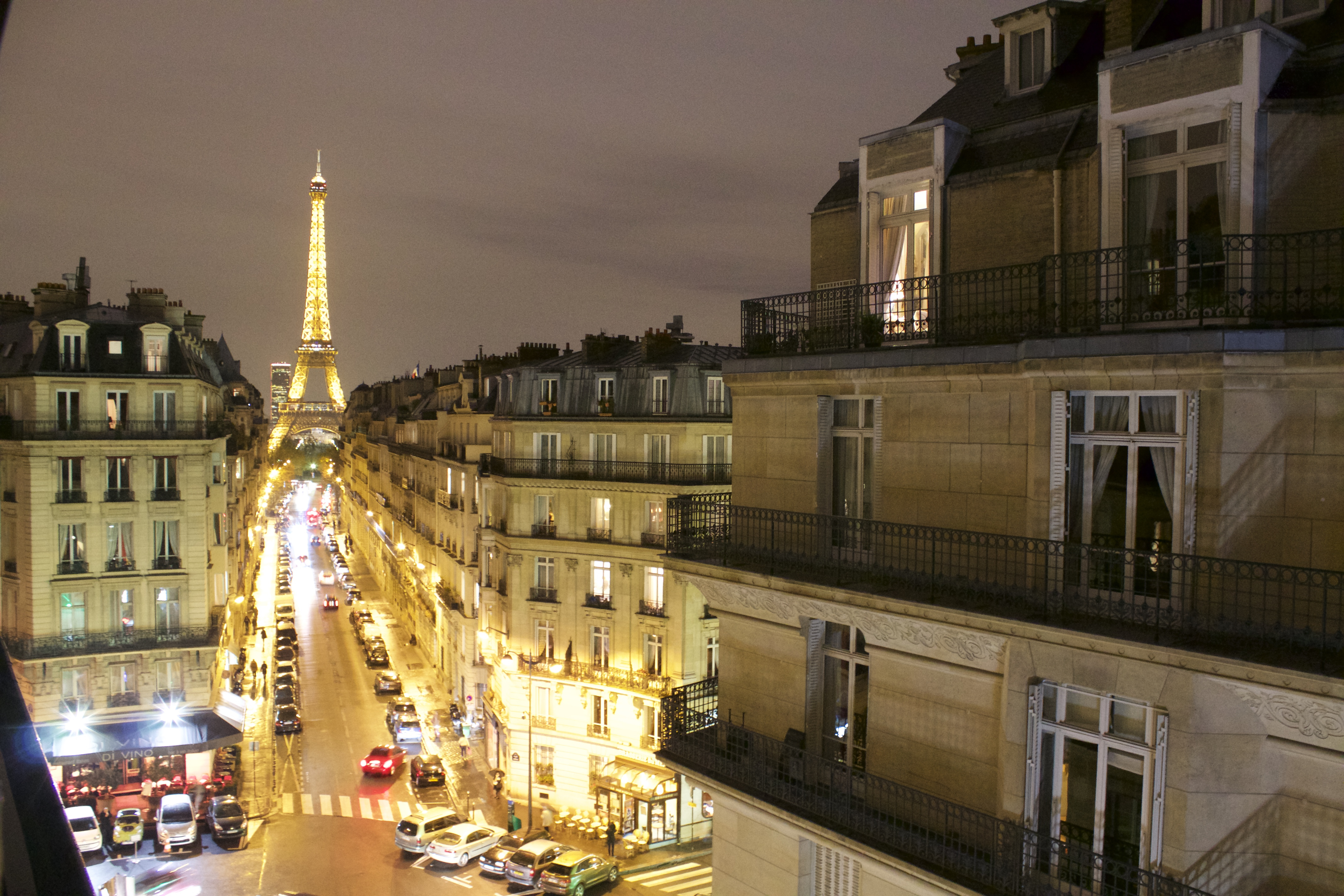
La place de Mexico (au premier plan) avec l'avenue d'Eylau se prolongeant vers la place du Trocadéro-et-du-11-Novembre et la tour Eiffel.
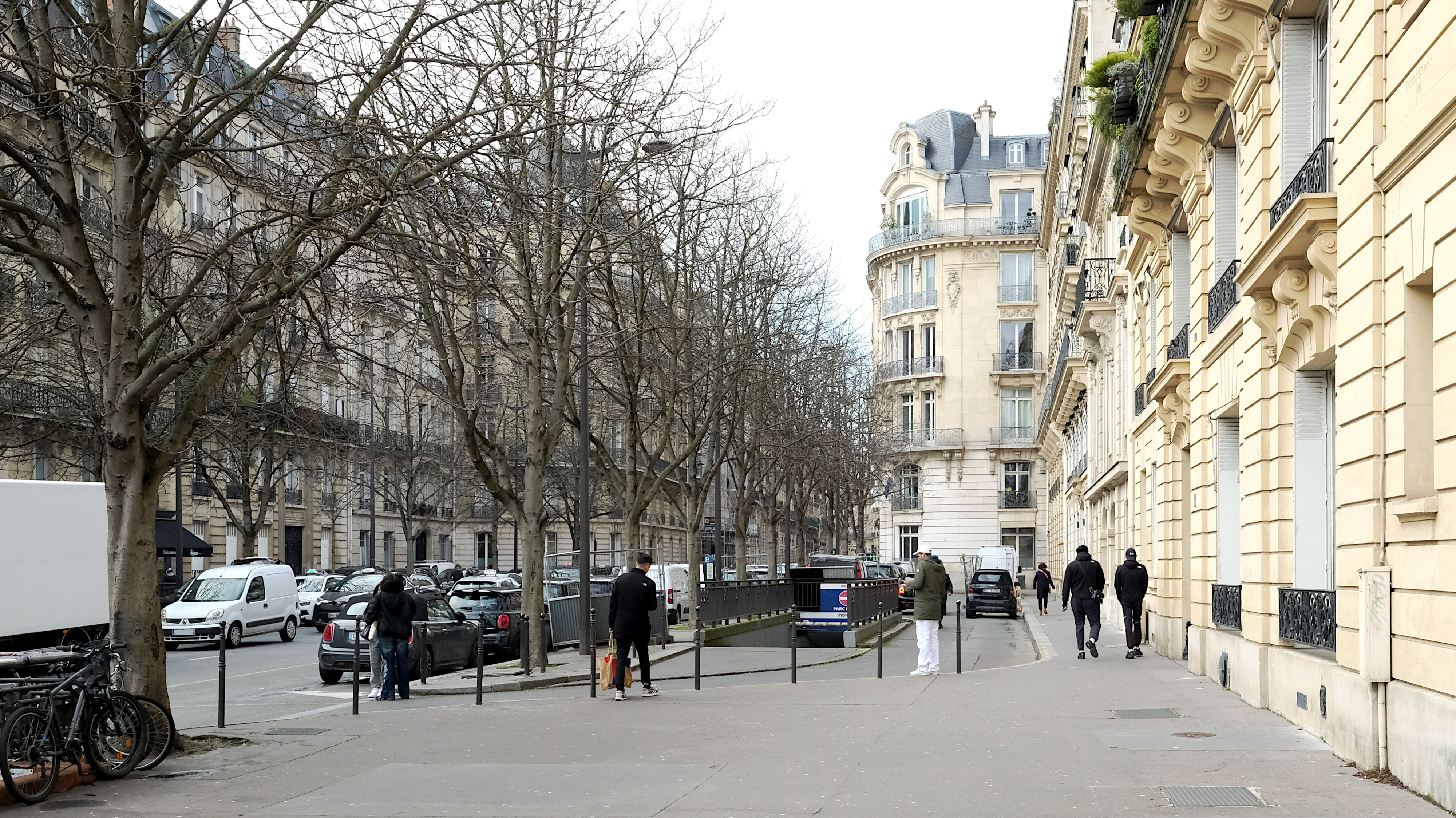
L'avenue d'Eylau vue depuis la place du Trocadéro.

Le quartier est desservi par les lignes 6 et 9, à la station Trocadéro.

## Origine du nom
Cette voie est nommée en célébration de la bataille d'Eylau remportée par Napoléon Ier en 1807. Ce nom fut attribué avant 1881 à l'actuelle avenue Victor-Hugo.

## Historique
Il était prévu, en 1866, que cette voie irait jusqu'à la porte Dauphine. Elle prend sa dénomination par un arrêté du 9 décembre 1885 et est ouverte par décret du 29 mai 1886 et se termine au rond-point de Longchamp.

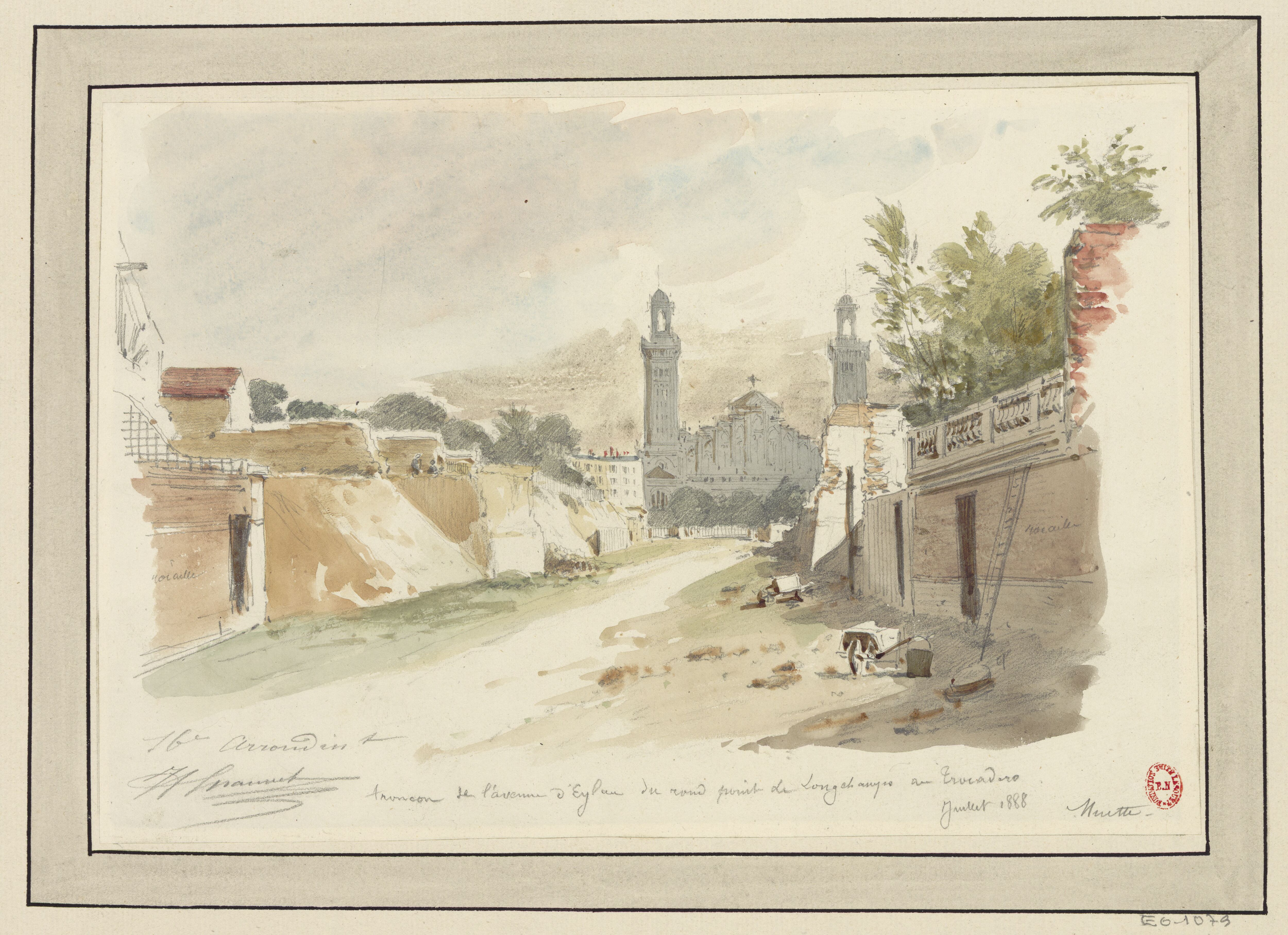
L'avenue d'Eylau en 1888. On aperçoit au fond le palais du Trocadéro (dessin de Jules-Adolphe Chauvet).
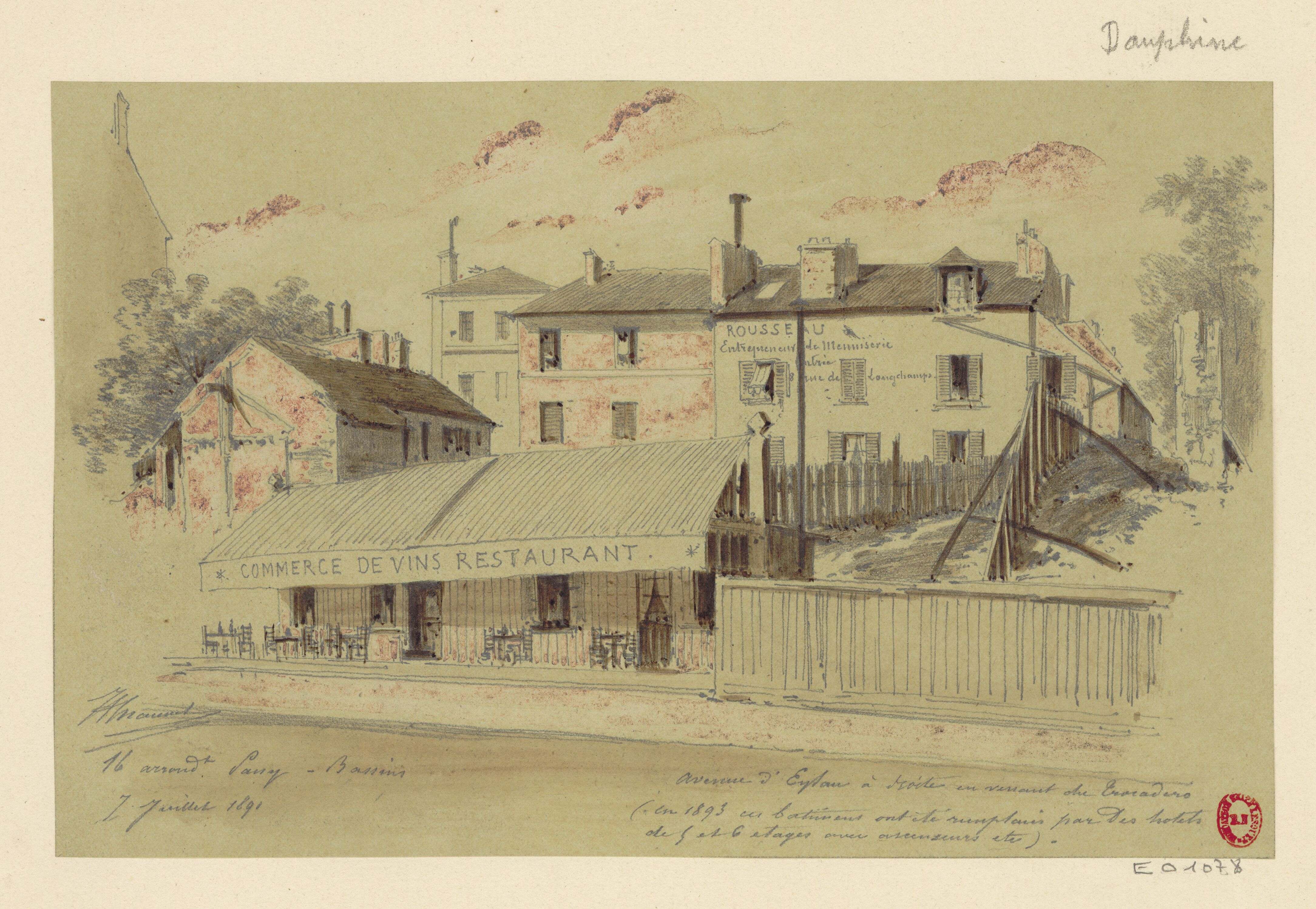
Bâtiments à droite en venant du Trocadéro tels qu'ils apparaissaient en 1891, avant leur remplacement par les immeubles actuels en 1893 (dessin de Jules-Adolphe Chauvet).
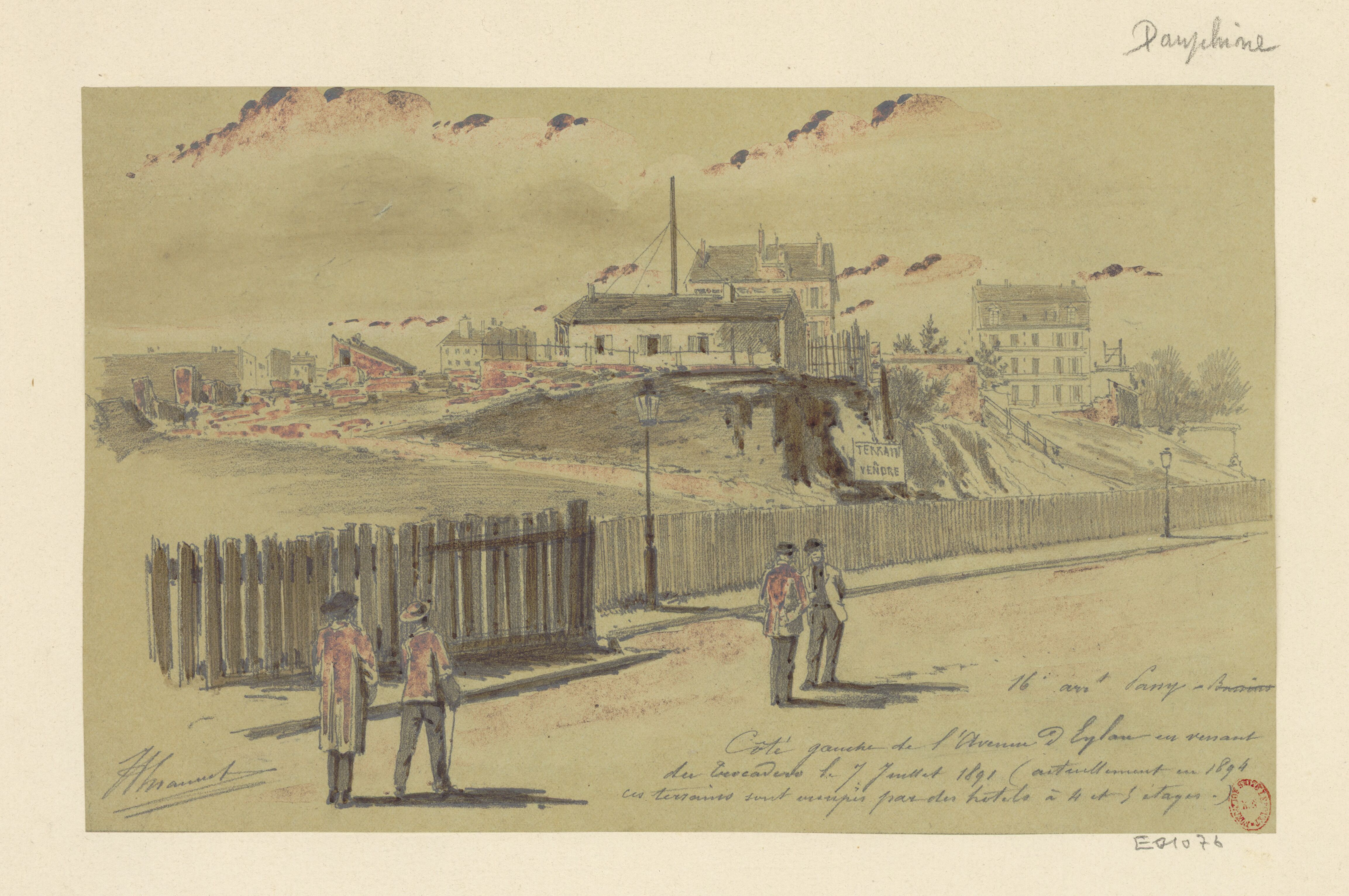
L'avenue en 1891, du côté gauche en venant du Trocadéro (dessin de Jules-Adolphe Chauvet).

## Bâtiments remarquables et lieux de mémoire

Plaques
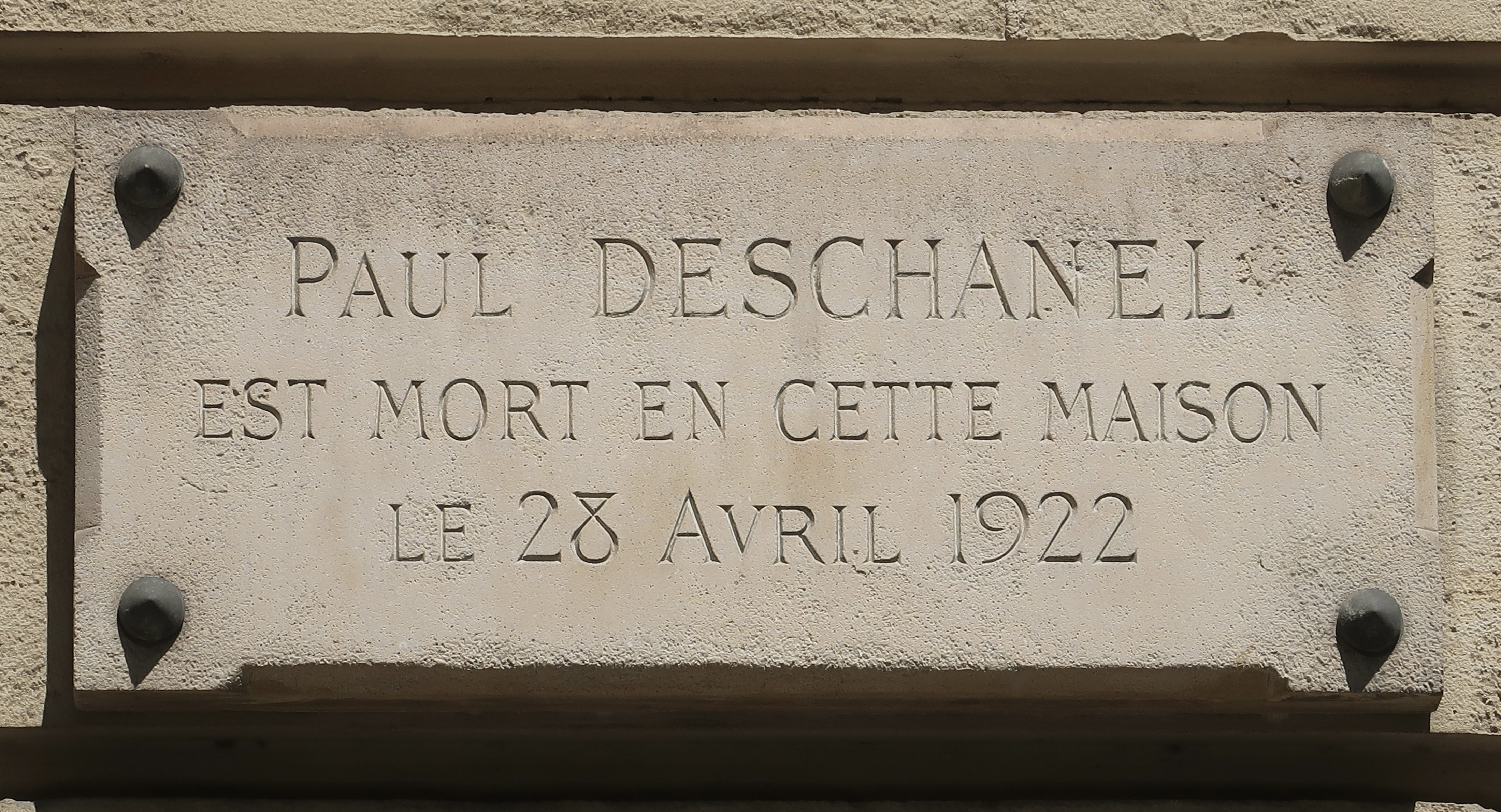
No 10 : le président Paul Deschanel y est mort le 28 avril 1922. Une plaque lui rend hommage.
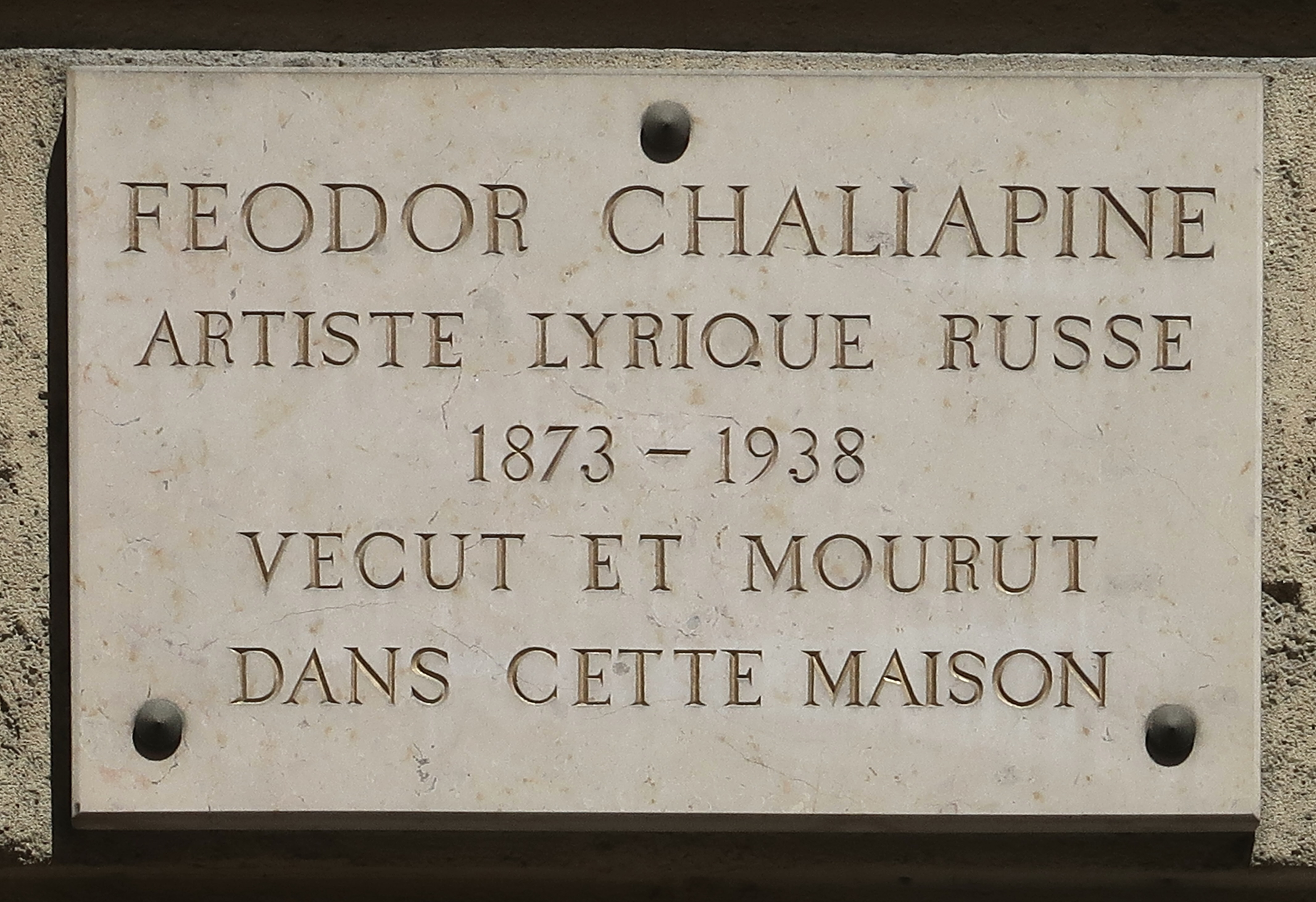
No 12 : représentation permanente de l'Union européenne auprès de l'UNESCO.
- No 14 : légation du Siam dans les années 1900[2]. William Graves Sharp, ambassadeur des États-Unis en France de 1914 à 1919, vécut ensuite dans cet hôtel particulier[3].  L'ambassade du Tadjikistan en France y eut aussi son siège. Le bâtiment est de nos jours occupé par Onepoint[4].
- No 17 : délégation permanente des îles Salomon auprès de l'UNESCO.
- No 22 :
  - le chanteur d'opéra Fédor Chaliapine y vécut. Une plaque lui rend hommage.
  - le chef Raymond Oliver y vécut. Chef multi-étoilé du Grand Véfour, il fut l'initiateur des émissions culinaires à la télévision.
- No 28 : délégation permanente de la République slovaque auprès de l'OCDE.
- No 30 : immeuble de 1910 construit par l’architecte Albert Tournaire. On remarque sur la façade des cartouches représentant les fables de Jean de La Fontaine[5]. Une statuette est installée au-dessus de la porte d'entrée.

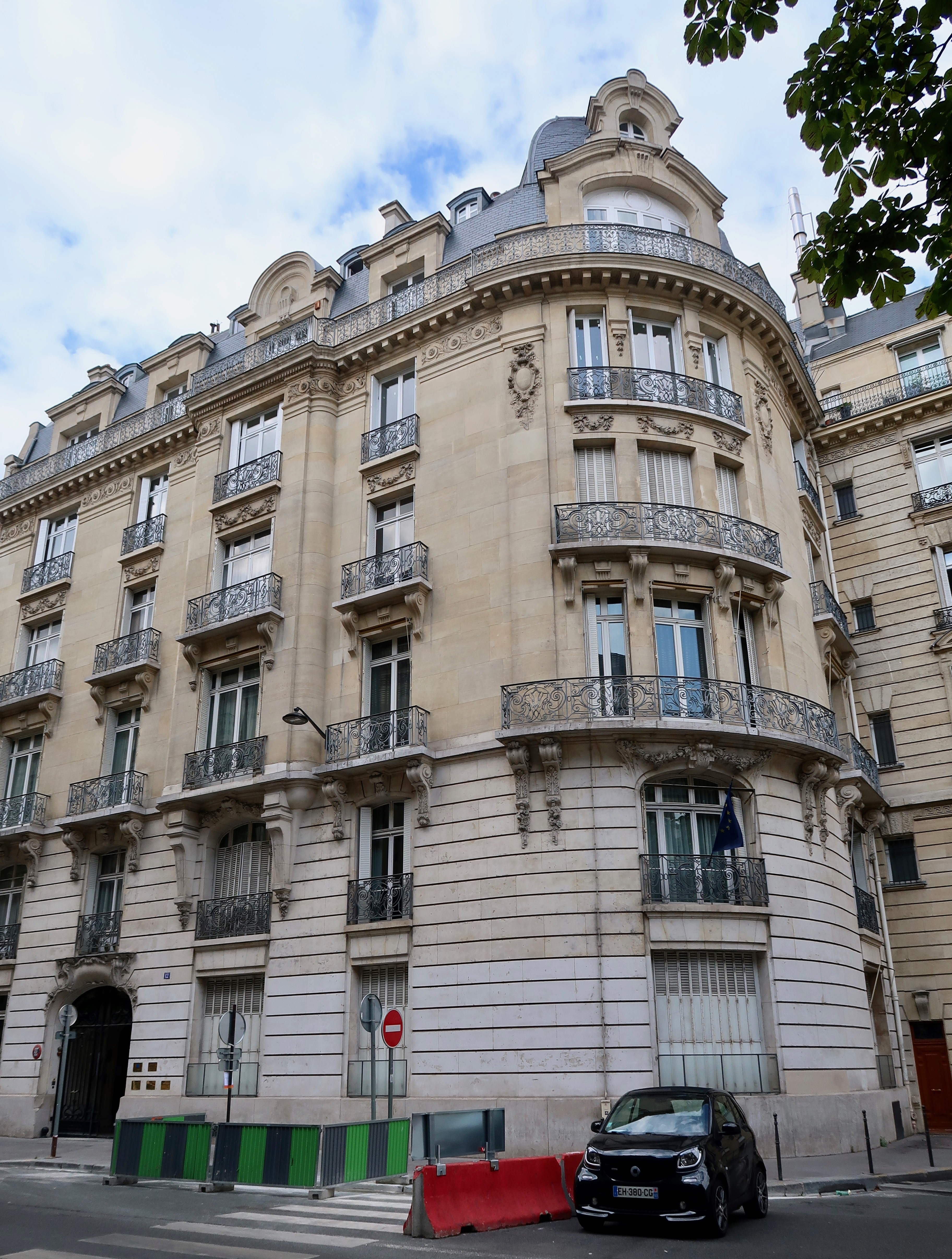
No 12.
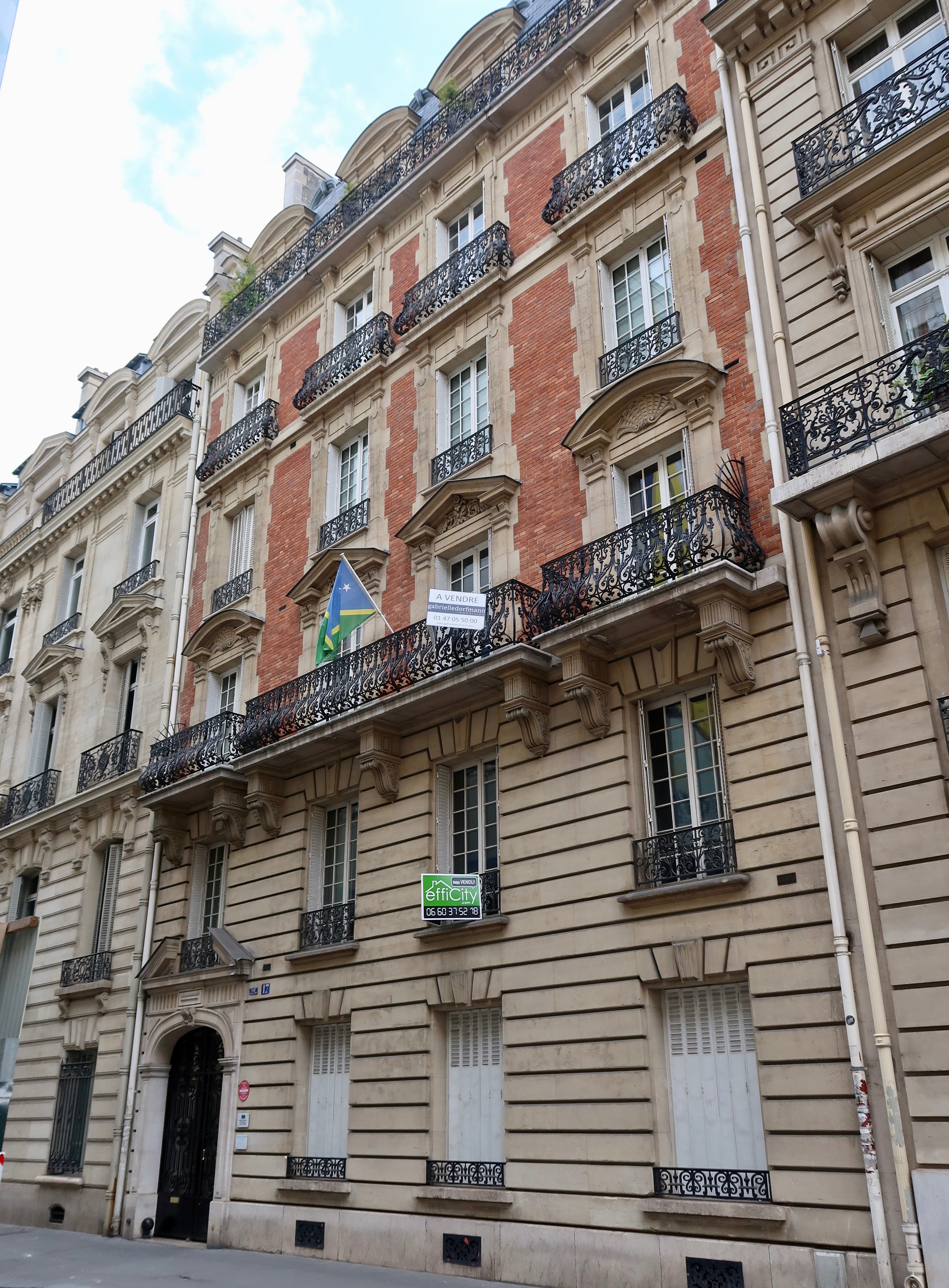
No 17.
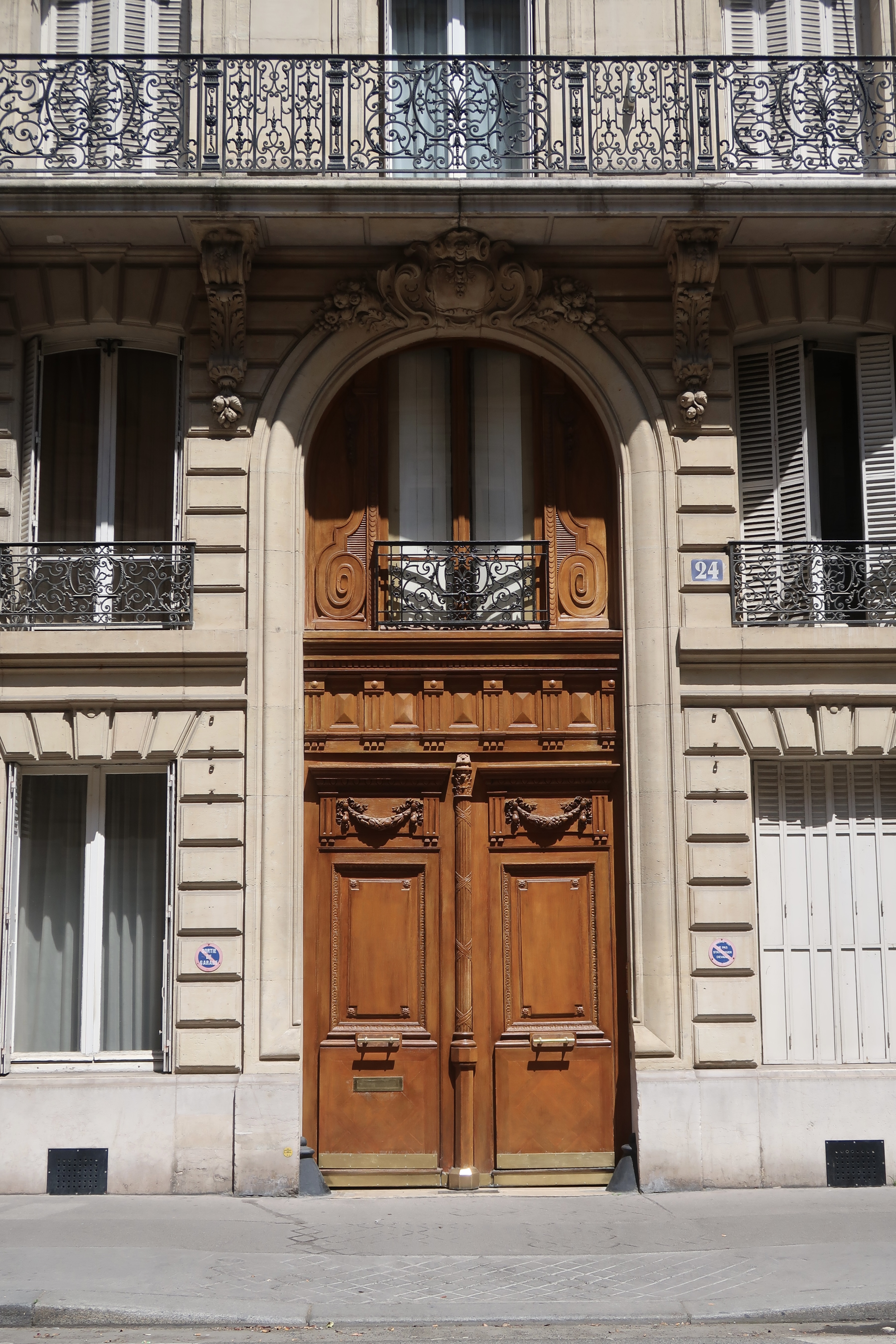
No 24.
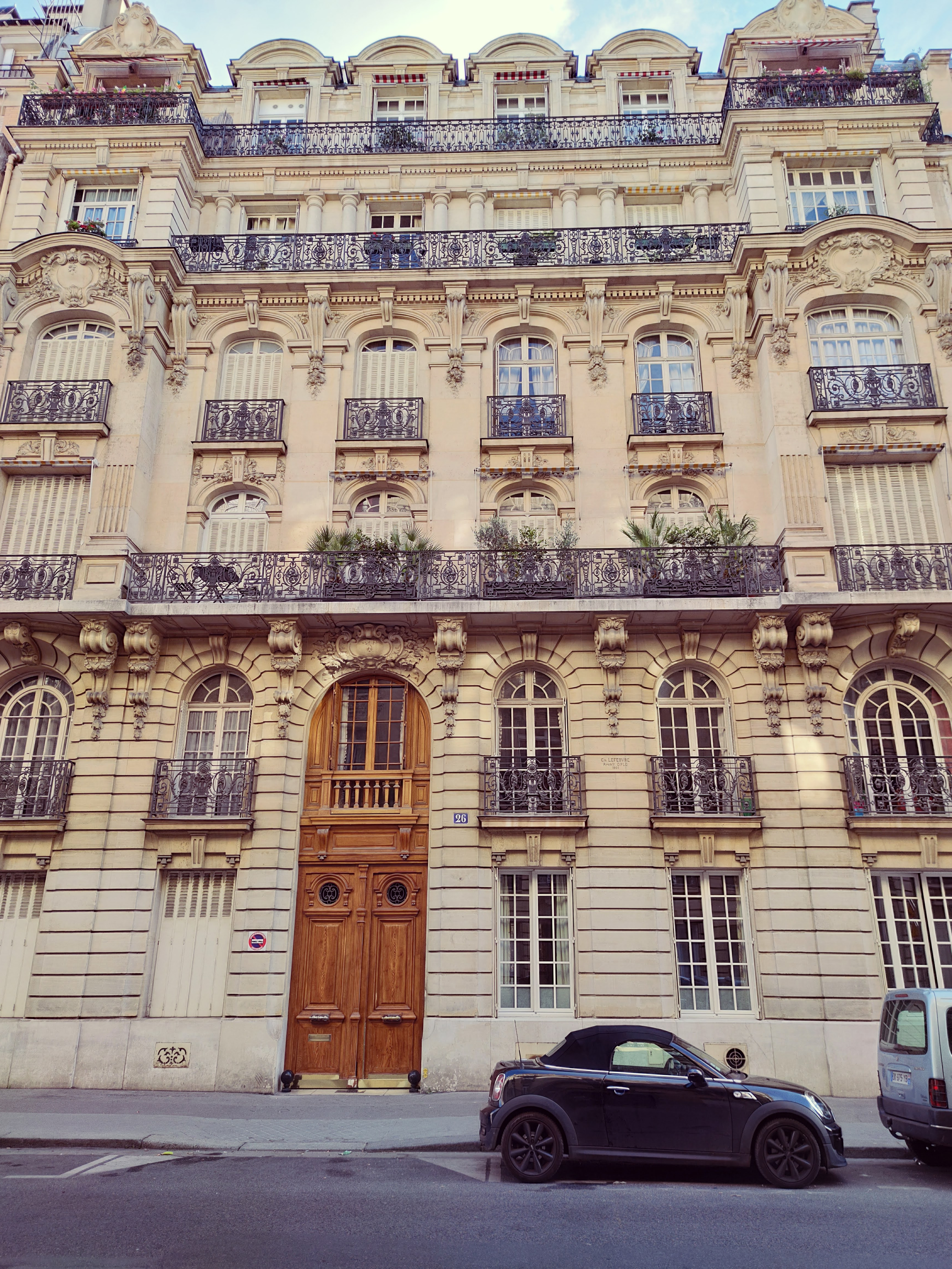
No 26.
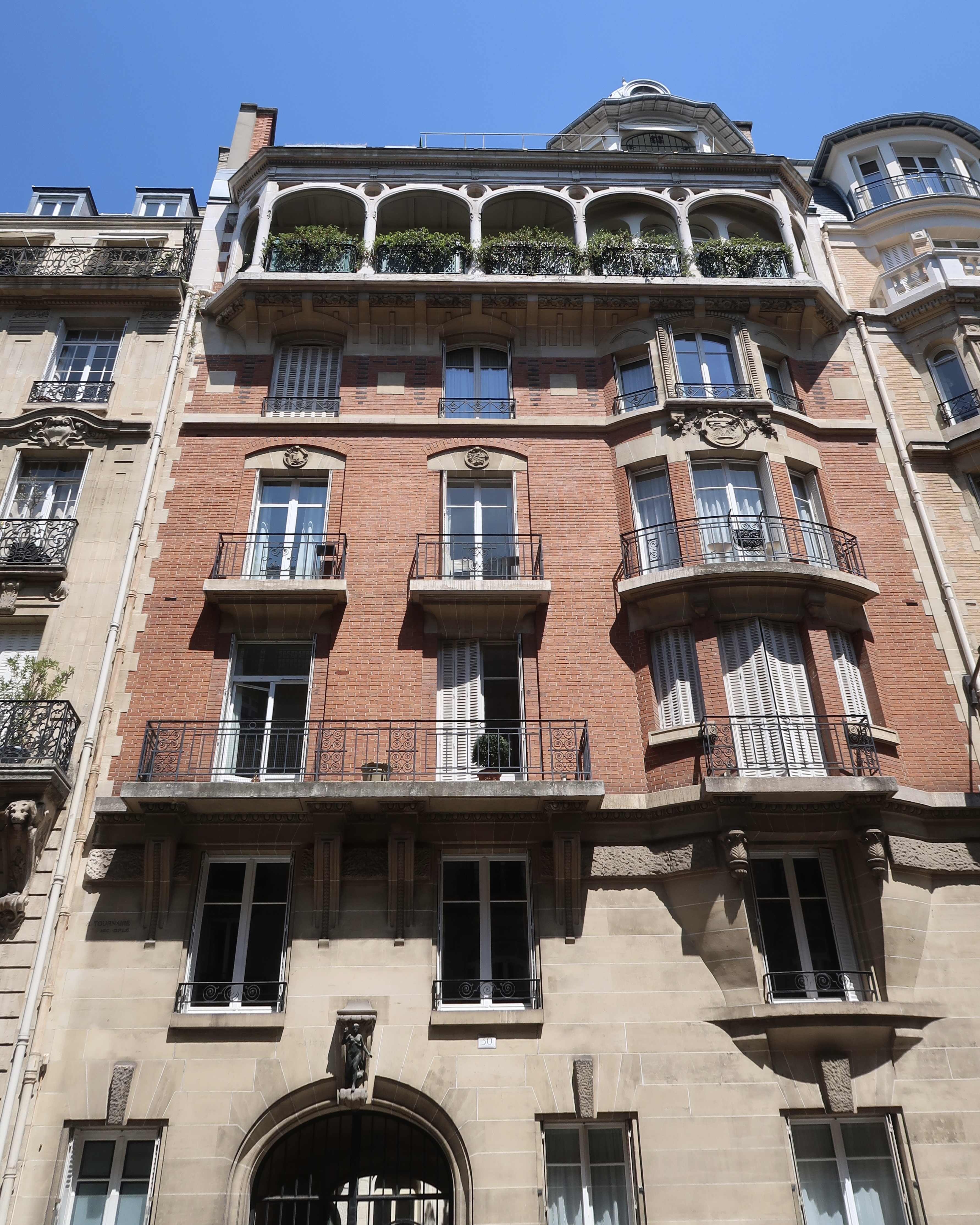
No 30.
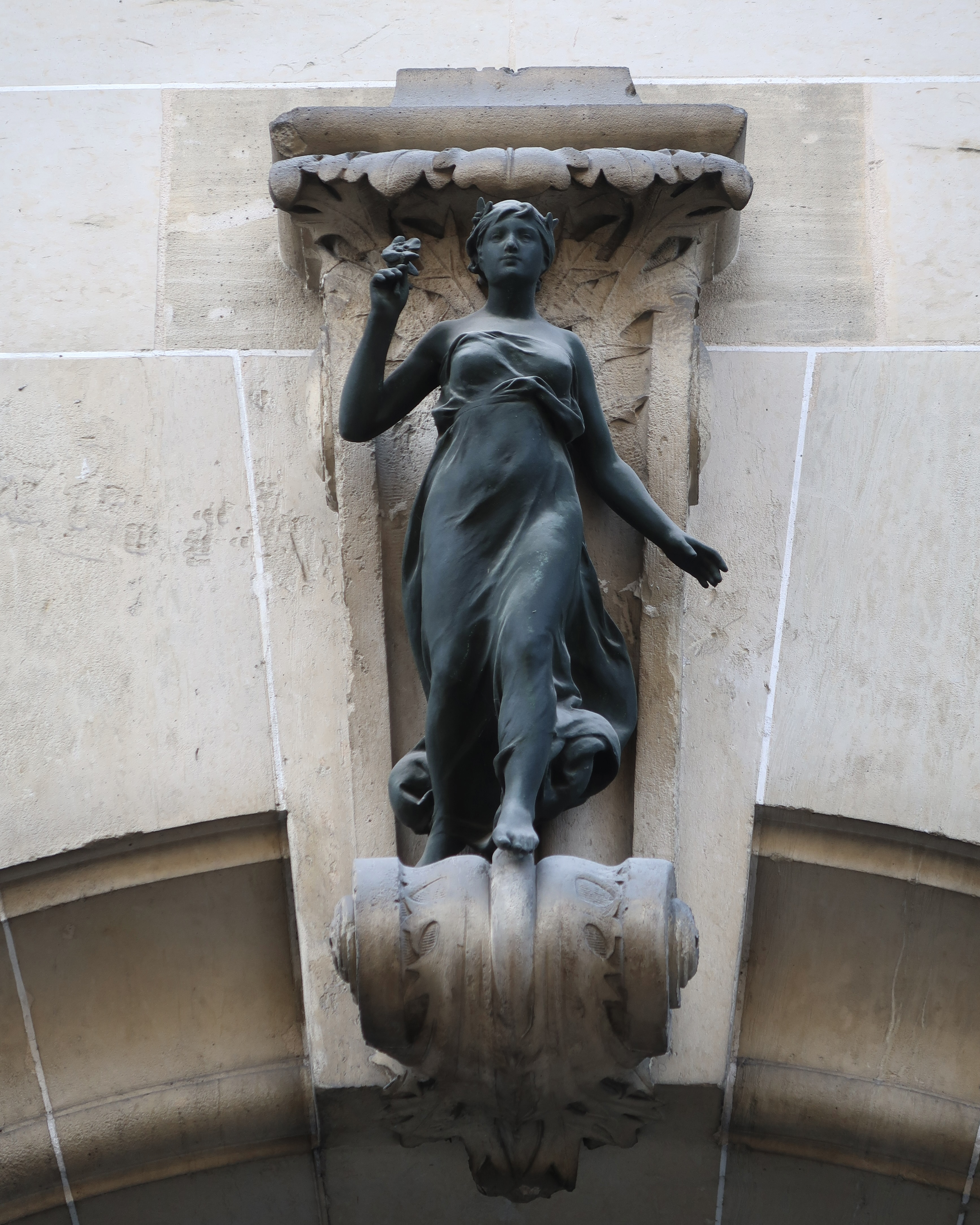
Statuette.

- Plaques
- No 10.
- No 22.

### Au cinéma

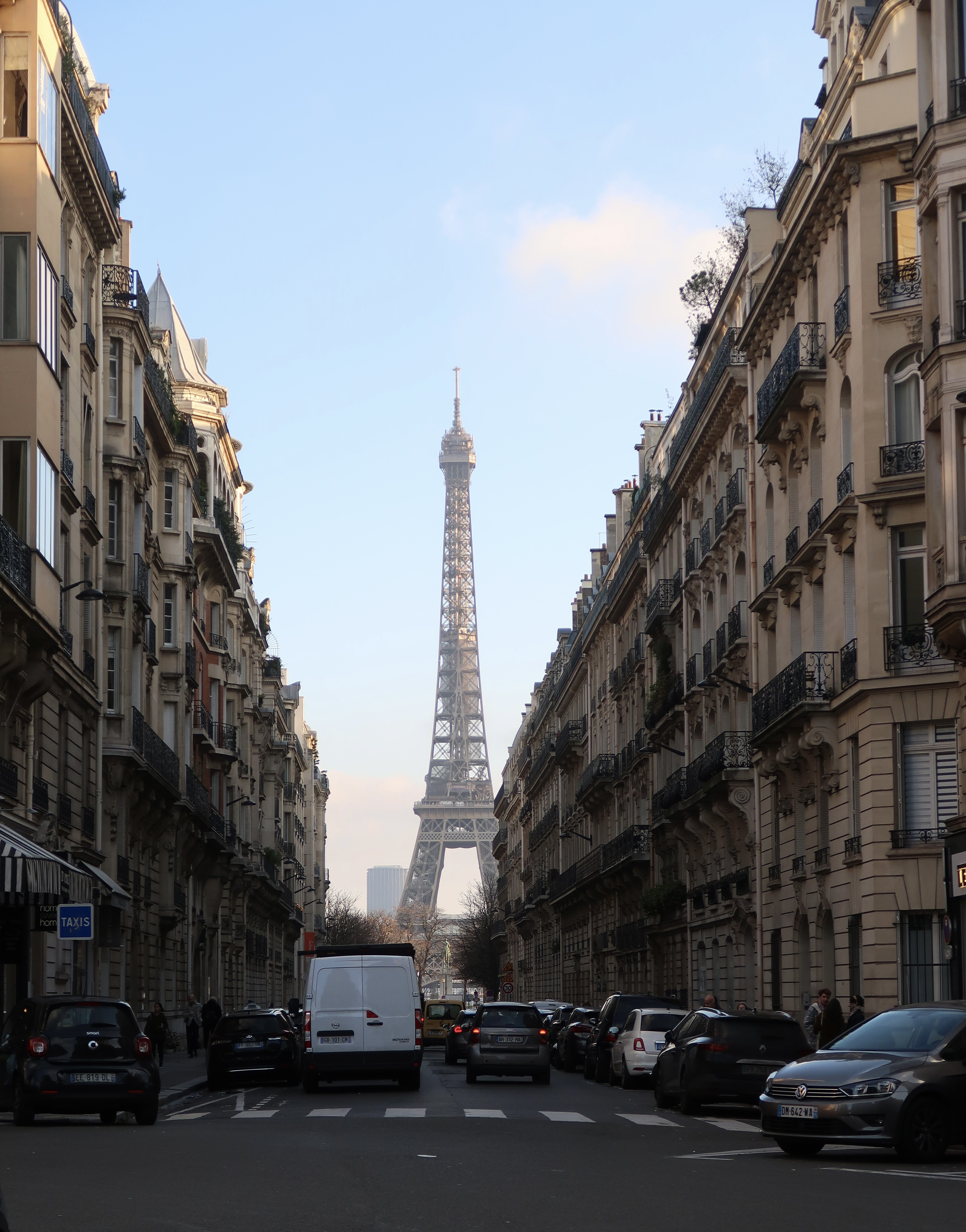
L'avenue d'Eylau vers le Trocadéro et la tour Eiffel.

- Coco (2009).
- Opération Tonnerre (1965)

## Annexe